# Nicolas Dereboul
 (mai 2025).
Nicolas Dereboul est un homme politique français né et mort à une date inconnue.

## Biographie
Homme de loi à Bourg-Saint-Andéol, il est député de l'Ardèche de 1791 à 1792. Il est ensuite vice-président du directoire du département.